# Smittia controversa
Smittia controversa är en tvåvingeart som beskrevs av Makarchenko 2005. Smittia controversa ingår i släktet Smittia och familjen fjädermyggor. Inga underarter finns listade i Catalogue of Life.